# Georges Liengme

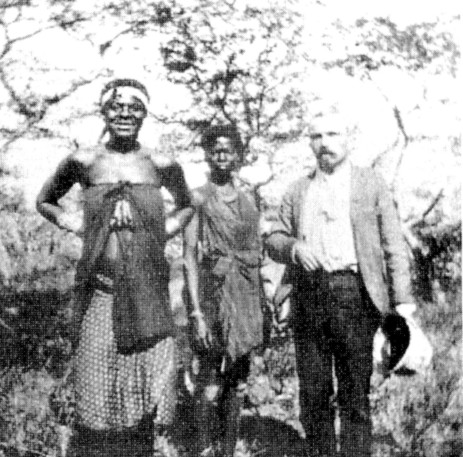
O dr. Georges Liengme na corte de Ngungunhane, em Manjacaze (c. 1893).

Georges-Louis Liengme (Cormoret, 14 de março de 1859 — Vaumarcus, 5 de julho de 1936) foi um médico missionário suíço, ligado às missões evangélicas da Suíça francófona, a Missão Suíça (ou Mission des Églises Libres de la Suisse Romande), que viveu no Império de Gaza, no território do actual Moçambique, tendo permanecido por 3 anos na corte de Ngungunyane, os quais coincidiram com a fase crítica do relacionamento daquele potentado com a administração colonial portuguesa naquela região de África.

## Biografia
Inicialmente relojoeiro de profissão, no final da década de 1870, a Igreja Independente de Neuchâtel aceitou Georges-Louis Liengme como candidato a missionário. Voltou-se então para a medicina com o objetivo de servir em África, obtendo o grau de doutor em medicina depois de estudar primeiramente na Universidade de Berna e depois em Genebra. Em abril de 1891, Liengme foi consagrado médico-missionário e, nesse mesmo ano, partiu para Moçambique, com destino a Antioka (Magude), uma das estações da Mission des Églises Libres de la Suisse Romande, mais conhecida como a Missão Suíça.
O seu trabalho como médico-missionário protestante iniciou-se em Antioka e Lourenço Marques entre os anos de 1891 e 1893, até se estabelecer definitivamente em Manjacaze (ou Mandlakazi), onde se tornou conselheiro médico e político Gungunhana.
Desde o início da sua presença em África, a Missão Suíça actuou no sector de saúde, tendo o Dr. Georges Liengme sido o primeiro médico enviado para quele continente. O dr. Liengme inaugurou em 1892 um posto de saúde e missão evangélica em Manjacaze, então a capital do império de Ngungunyane. Em 1895 publicou na Suíça um ensaio sobre a geografia médica da região onde missionava, com observações sobre as doenças dos habitantes das províncias de Lourenço Marques e de Gaza.
Apesar do bom relacionamento com os Nguni e de uma relação inicialmente cordial com as autoridades coloniais portuguesas, o seu trabalho acabou por ser influenciado pela guerra entretanto desencadeada pela pressão portuguesa no sentido de subjugar os povos nguni. Quando os portugueses aprisionaram Ngungunhane, em Dezembro de 1895, acharam que os suíços tinham-se aliados aos revoltosos. Em consequência, o Dr. Liengme foi expulso de Moçambique, tendo-se fixado no Transvaal, região onde muitos dos refugiados angunes procuraram refúgio, aí fundando o conhecido hospital missionário de Elim em 1899.
Regressou à Suíça em 1906 e instalou-se em Vaumarcus em 1908, onde se especializou na cura das perturbações nervosas na sua clínica de Vers-la-Rive (Vaumarcus). Após a morte do seu filho, em 1934, abandonou a sua clínica anterior para se ocupar da clínica privada de La Rochelle (Vaumarcus), que o seu filho dirigia.
Sobre a sua experiência em África publicou dois artigos descrevendo os usos e costumes da corte de Gungunhana. O diário do seu tempo na corte do Ngungungna em Manjacaze foi publicado em 2020 pelo Prof. Eric Morier-Genoud.
Foi pai de Théophile Liengme, médico e membro da Société des Belles-Lettres de Genève (1918-1924).